# Juan Marichal (escritor)
Juan Marichal (Santa Cruz de Tenerife, 2 de febrero de 1922 - Cuernavaca, 8 de agosto de 2010) fue un ensayista, crítico literario e historiador de las ideas español.

## Vida
Marichal nació en el seno de una familia ligada al partido republicano canario. En 1935, se trasladó a Madrid. En 1937, pasó a Valencia y a Barcelona. Se exilió en 1938, prosiguiendo sus estudios en liceos de París y en Casablanca. En 1941 emigró a México, con su familia. Se formó en la Universidad Nacional Autónoma de México: fue alumno de José Gaos, Joaquín Xirau y Edmundo O'Gorman. Luego, becado en la Universidad de Princeton desde 1946 y alumno de Américo Castro, preparó una tesis sobre Benito Jerónimo Feijoo. Fue orientándose hacia la historia intelectual española, desde el siglo XV hasta la actualidad, en la que ha dado sus mejores frutos. En Estados Unidos conoció a Solita Salinas Bonmatí, hija del poeta español y exiliado en Estados Unidos Pedro Salinas. Se casaron y tuvieron dos hijos, Carlos y Miguel. El segundo falleció en la infancia. 
Su carrera profesional se desarrolló en los Estados Unidos: fue profesor de estudios hispánicos en la Universidad de Harvard, desde 1948 hasta 1988, año en que se jubiló. A este trabajo se suman sus conferencias en América Latina y en España. Ha colaborado en las revistas más importantes, de México, Nueva York, Puerto Rico, La Habana, Buenos Aires o París, así como en publicaciones españolas desde los años sesenta. Marichal regresó puntualmente a España en 1968 cuando visitó en Tenerife a uno de sus grandes y amigos y corresponsales intelectuales en este país, Domingo Pérez Minik. Luego residió en España durante un tiempo desde 1989 hasta la década de 1990, y fue miembro de la Junta Directiva de los Amigos de la Residencia de Estudiantes, director del Boletín de la Institución Libre de Enseñanza y asociado al Instituto Universitario Ortega y Gasset. En el 2003 regresó a México, al municipio de Cuernavaca, donde vivió con su hijo, Carlos Marichal. Allí residió hasta su muerte, en el 2010. Durante estos años en los que residió en México se informó de todo lo que sucedía en España.
Hizo la edición de las Poesías completas de Pedro Salinas (Madrid, Aguilar, 1955). Y sobre todo Marichal, como estudioso de la trayectoria de Manuel Azaña, dedicó diez años a poner a punto la edición de sus Obras completas (México, Oasis, 1966-1968). Marichal, historiador del pensamiento español y agudo escritor, se dio a conocer abiertamente en España por otros escritos sobre nuestro ensayismo, y escribió sobre Pedro Salinas, Unamuno, José Ortega y Gasset, Azaña y Juan Negrín. Su recopilación de escritos, elaborados en los últimos años, El secreto de España. Ensayos de historia intelectual y política (1995), mereció el Premio Nacional de Historia de España, a finales de 1996.

## Libros
- La voluntad de estilo. Teoría e historia del ensayismo hispánico, Barcelona, Seix-Barral, 1957, ampliado en 1984.
- El nuevo pensamiento político español, México, Finisterre, 1966.
- La vocación de Manuel Azaña, Madrid, Edicusa, 1968 (Alianza, 1982).
- Tres voces de Pedro Salinas, Madrid, Josefina Betancor, 1976.
- Cuatro fases de la historia intelectual latinoamericana: 1810-1970, Madrid, Cátedra-Juan March, 1978.
- Teoría e historia del ensayismo hispánico, Madrid, Alianza, 1984 (ampliación de su libro de 1957).
- El intelectual y la política en España (1898-1936), Madrid, Residencia de Estudiantes - CSIC, 1990.
- El secreto de España. Ensayos de historia intelectual y política, Madrid, Taurus, 1996 (or. 1995).
- El designio de Unamuno, Madrid, Taurus, 2002.

Libros colectivos
- VV. AA. Homenaje a Rodríguez Moñino, Madrid, Castalia, 1966 («El aprendizaje 'ortodoxo' de Manuel Azaña»).
- P. Laín (ed.), Estudios sobre la obra de Américo Castro, Madrid, Taurus, 1971 («Américo Castro y la crítica literaria del siglo XX»).
- A. Soria (ed.), Lecciones sobre Federico García Lorca, Granada, C.N. Cincuentenario, 1986 («La universalización de España, 1898-1936»).
- VV.AA. Las cosas en su sitio (Sobre la literatura española del siglo XX), México, Finisterre, 1971, polémica sobre el valor de nuestras letras, con Octavio Paz.

## Premios y reconocimientos
- Premio Canarias de Literatura en 1987 (junto a la ensayista María Rosa Alonso)
- Premio Nacional de Historia de España en 1996
- Premio Ciudad de Alcalá de las Artes y las Letras en 1999